# Іслам в Австрії
Іслам в Австрії - друга за чисельністю релігія після християнства. 
Більшість мусульман прибули до Австрії в 1960-х роках як трудові мігранти з Туреччини та Боснії та Герцеговини. Також є громади арабські та афганські. 
Релігійне життя відбувається в мечетях, що відносяться до організацій, що представляють турецьких, боснійських і арабських мусульман. У числі турецьких організацій, «Федерація турецько-ісламського об'єднання» регулюється Управлінням у справах релігій, в той час як інші організації, такі як «Сулейманія» і «Національне Думка», можна вважати як гілки загальноєвропейської організації з центром у Німеччині. 

## Історія
Історик Смаїл Балич зазначає, що перші свідчення про мусульман Австрії сягають кочових племен з Азії, які увійшли до регіону в 895 році.
Після завоювання Османською імперією наприкінці XV століття більшість мусульман переселилося на територію Імперії Габсбургів. Мусульмани були вислані після того, як імперія Габсбургів знову взяла під контроль область в кінці 17 століття, але мало кому було дозволено залишитися після підписання Пассаровіцького договору 1718 року. 
Найбільша кількість мусульман потрапила під австрійський контроль після австро-угорської окупації Боснії та Герцеговини в 1878 році. 

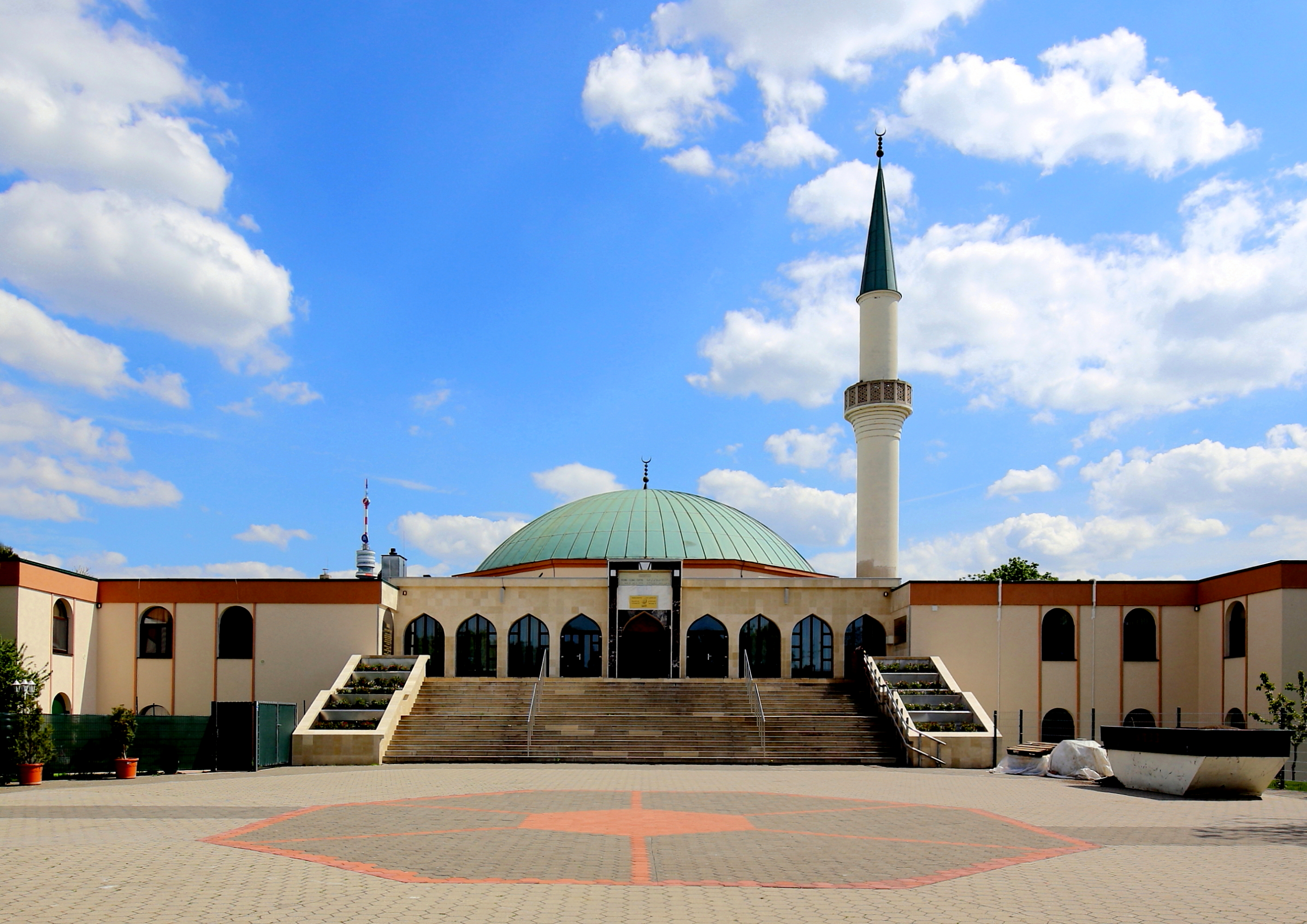
Ісламський центр Відня

Суттєва мусульманська імміграція до Австрії почалася в 60-х роках, коли в країну переїхали мігранти з Югославії та Туреччини.  Islamische Glaubensgemeinschaft в Österreich (Спільнота віруючих мусульман в Австрії) була створена положеннями Islamgesetz в 1979 році. Багато біженців з Югославії переїхали протягом 90-х років.  

## Демографічні
Більшість мусульман Австрії є громадянами Австрії. Найбільш поширені іноземні громадянства серед мусульман Австрії - турецькі (21,2%), боснійські (10,1%), косоварські (6,7%), чорногорські (6,7%) та сербські (6,7%).
Національний склад
Більшість австрійських мусульман мають турецьке або балканське походження. 
| Національність | Чисельність | Примітки |
| -------------- | ----------- | -------- |
| турки          | 570 000     |          |
| боснійці       | 85 200      |          |
| афганці        | 31 000      |          |
| курди          | 26 700      |          |
| чеченці        | 25 000      |          |
| іранці         | 12 452      |          |
| араби          | 12 100      |          |
| пакистанці     | 8 490       |          |
| серби          | 3 045       |          |